# Cailleach

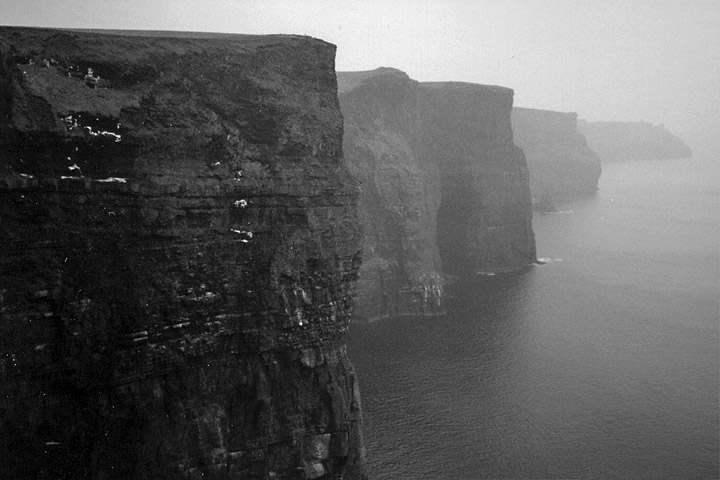
Ceann na Cailleach ("Testa di Strega"), il punto più meridionale delle Scogliere di Moher in Irlanda. Una delle tante località che prendono il nome dalla Cailleach.

La Cailleach (pronuncia irlandese: [kɪˈl̠ʲax] o [ˈkal̠ʲəx], pronuncia scozzese gaelica: [ˈkʰaʎəx]), traducibile come "Vecchia Donna" od anche come "megera, befana", chiamata Cailleach Bheur, è una strega divina, una specie di divinità creatrice, un'antica divinità o anche un antenato divino delle mitologie irlandese e scozzese. La sua figura è stata ripresa in numerosi personaggi e figure mitologiche dell'Irlanda (le Cailleacha), della Scozia (le Cailleachan) e dell'Isola di Man (la Cailleagh).

## Leggende
In Scozia la Cailleach è anche nota come Beira, regina dell'inverno. Sarebbe stata lei a creare molte montagne e colline camminando a grandi passi e facendo cadere accidentalmente rocce dal suo grembiule. In altre leggende avrebbe creato le montagne intenzionalmente per usarle come passi da giardino. Ha creato colline e vallate col suo maglio. Viene definita come la madre di tutte le dee e di tutti gli dèi.
In Scozia le Cailleachan sono note anche come le Streghe delle Tempeste e sono viste come la personificazione degli elementi della natura specialmente nel loro aspetto distruttivo. Si dice che siano particolarmente attive nell'alzare le tempeste di vento primaverili durante il periodo detto A' Chailleach.
Sulla costa ovest della Scozia la Cailleach esce d'inverno per lavare il suo grande plaid nel Gorgo di Corryvreckan (scozzese: Coire bhreacain, "Calderone del plaid"). Il lavaggio durerebbe tre giorni, durante i quali il rumore della tempesta imminente viene sentito fino a 32 km nell'entroterra. Quando finisce, il plaid è bianco e la terra è coperta di neve.
Secondo una leggenda la Cailleach, stanca per aver pascolato tutto il giorno i suoi cervi, si addormentò sul Ben Cruachan. Il pozzo che stava sorvegliando straripò e le acque che allagarono le valli formarono il fiume Awe e poi il Loch Awe. Una storia simile alla nascita del fiume Boyne per opera della dea irlandese Boann. 
In Scozia e in Irlanda il primo coltivatore che termina il raccolto del grano ricava dall'ultimo covone un pupazzo detto Carlin o Carline che rappresenta la Cailleach. La figura viene poi gettata di volta in volta nel campo del vicino che non ha ancora finito il raccolto. L'ultimo coltivatore che finisce il raccolto si prende la figura che deve conservare con cura per un anno e sfamare ed ospitare la strega per tutto l'inverno. I coltivatori fanno a gara per evitare di mantenere la Cailleach.
Nell'antico poema irlandese Il Lamento della Cailleach di Beare ha cinquanta figli adottivi e sette periodi di giovinezza consecutivi, così ogni uomo che ha vissuto con lei è morto di vecchiaia. I suoi nipoti e pronipoti sono tribù e razze.

## Antica divinità invernale
La Cailleach ha molti tratti di una personificazone dell'inverno: pascola cervi, combatte la primavera e il suo bastone gela il suolo.
Assieme alla dea Brìghde la Cailleach è vista come una divinità o uno spirito delle stagioni: Cailleach governa la stagione invernale, tra Samhain (1º novembre) e Beltane (1º maggio), mentre Brìghde governa la stagione estiva, tra Beltane e Samhain. Alcune versioni mostrano entrambe come due aspetti della stessa dea. In alcune leggende la Cailleach si trasforma in roccia a Beltane e riacquista forma umana a Samhain. A seconda delle condizioni climatiche locali, l'avvicendamento tra la dea dell'inverno e la dea dell'estate è festeggiato tra Là Fhèill Brìghde ("Santa Brigida d'Irlanda", 1º febbraio), Latha na Cailliche (25 marzo) o Beltane. Le feste locali prendono nome o dalla Cailleach o da Brìghde.
Là Fhèill Brìghde è anche il giorno in cui la Cailleach raccoglie la legna per il resto dell'inverno. Secondo la leggenda se vuole far durare ancora a lungo l'inverno, renderà il 1º febbraio una giornata soleggiata per poter raccogliere legna sufficiente per i freddi mesi successivi. Quindi se il 1º febbraio il tempo è pessimo, significa che la Cailleach dorme e quindi l'inverno sta per finire. Nell'Isola di Man, dove è nota come Caillagh ny Groamagh, si dice che appaia nel giorno di Santa Brigida sotto forma di un uccello gigantesco che trasporta bastoni nel suo becco.

## Etimologia
La parola cailleach deriva dall'antico irlandese caillech ("[colei che] si cela con un velo", "la velata"). Il termine ricorre in parole composte gaeliche come cailleach-dhubh ("vecchia nutrice") o cailleach-oidhche ("vecchia civetta") e nell'irlandese cailleach feasa ("veggenti") e cailleach phiseogach ("maghe").
Una parola collegata è il gaelico caileag ("giovane donna"). Oscura invece la relazione con l'irlandese síle che ha portato alcuni a collegare la Cailleach con i bassorilievi di Sheela na Gig.

## Località associate
In Scozia la Cailleach è associata con la regione di Argyll e Bute. Nelle versioni posteriori è nota come Cailleach nan Cruachan ("la Strega di Ben Cruachan"), dal nome della più alta montagna della regione. Beinn na Cailleach sull'isola di Skye è un suo luogo di ritrovo, come altre vette elevate della regione da cui tremende tempeste di neve e pioggia discendono, portando distruzione sulle basse terre.
In Irlanda Cailleach è associata anche con alte montagne rocciose e affioramenti come Hag's Head (irlandese: Ceann na Cailleach, "la Testa della Strega"), la punta più meridionale dei Cliffs of Moher nella Contea di Clare. Le tombe megalitiche a Loughcrew, precedenti all'arrivo della lingua gaelica, si trovano in cima alle Slieve na Calliagh ("Colline della Strega").

## Galizia (Spagna)
Secondo alcuni storici il nome della tribù celtica dei Galleci (greco: Kallaikoi; latino: Callaeci, poi Gallaeci), che diedero nome alla regione spagnola oggi nota come Galizia (latino: Callaecia, poi Gallaecia; spagnolo: Galicia; galiziano e portoghese: Galeza), significherebbe "adoratori di Cailleach", sostenendo che anticamente fosse una dea. Il nome della tribù sarebbe stato dato dai mercanti greci che giunsero nella regione prima dei Romani che lo estesero a tutti i popoli della regione.